# 沃金厄姆
沃金厄姆（i/ˈwoʊkɪŋəm/ WOH-king-əm）是英國英格蘭伯克郡的一個集鎮和民政教區，位於倫敦以西約37英里（60公里），雷丁東南約7英里（11公里），坎伯利以北約8英里（13公里），布拉克內爾以西約4英里（6公里）。這裏是沃金厄姆區的主要行政中心。根據2021年英國人口普查，該教區人口為38,284人，而整區的人口為50,325人。

## 歷史
沃金厄姆的英文名「Wokingham」意思為「沃卡族人的家園」。沃卡（英語：Wocca）是一位撒克遜部落的首領，據說他可能還擁有位於伯克郡沃克菲爾德和薩里郡和景的土地。在維多利亞時期，沃金厄姆的名稱被誤改為「Oakingham」，因此橡樹果和橡樹葉成為該鎮的紋章象徵，並於19世紀正式獲頒授。從地質學角度而言，沃金厄姆位於巴格肖特層的北端，上覆倫敦粘土，表明該地區可能在史前時代是一個海洋河口。
在中世紀，溫莎森林的法庭曾設於沃金厄姆，該鎮自1219年起獲得了舉辦市集的權利。梳士巴利主教對鎮子的發展起到了重要作用：他規劃了道路和地塊，並將土地出租。1258年的記錄顯示，時任主教在當地購買了每年舉辦三次鎮集會的權利。
從14世紀到16世紀，沃金厄姆因其鐘鑄造工坊而聞名，該工坊為英格蘭南部的許多教堂提供鐘。在都鐸時期，沃金厄姆以絲綢生產著稱；部分參與這些家庭手工業的房屋至今仍可在玫瑰街（Rose Street）看到。在1643年至1644年的英格蘭內戰期間，沃金厄姆遭到雙方軍隊的多次襲擊。這些襲擊導致牲畜和貿易商品被掠奪，超過30座建築物被燒毀，佔當時該鎮建築物的20%。直到18世紀初，沃金厄姆才完全恢復。
沃金厄姆曾以其鬥牛活動聞名。1661年，喬治·斯塔夫頓（George Staverton）在遺囑中捐贈了兩頭公牛，規定每年聖多馬節（12月21日）將公牛拴在集市廣場，由狗進行鬥牛表演。在活動前幾天，公牛會被遊街展示，隨後被關押於玫瑰酒店（原址在現今的Superdrug店鋪）。當時，觀眾從各地湧來觀看這危險的表演，許多狗在鬥牛過程中被弄傷或致死，而公牛最終會被屠宰，其肉類和皮革則分發給窮人。然而，一些觀眾也在活動中受重傷甚至喪命，例如1794年，伊麗莎白·諾斯（Elizabeth North）被發現身亡，全身是瘀傷；1808年，55歲的瑪莎·梅（Martha May）在鬥牛活動後因傷去世。1821年，該活動被地方政府禁止，但仍然在聖誕期間提供公牛肉給窮人。1833年，英國國會通過法案，全面禁止鬥牛活動。
1723年，國會通過了《黑色法令》，將用塗黑臉的方式掩飾犯罪行為定為刑事罪行。該法案得名於臭名昭著的「沃金厄姆黑幫」（Wokingham Blacks），一群在當地肆虐的流氓團伙。最終，該團伙在與擲彈兵衛隊於布拉克內爾進行的一場激烈對戰後，29名成員被捕。以往曾經重要的磚瓦製造業逐漸被軟件開發、輕工業和服務業取代，沃金厄姆的人口亦同時大幅增長。該鎮現已成為一個現代化、多元化的社區，同時保留了其深厚的歷史和文化根基。

## 政治

### 地方政府
沃金厄姆由兩級地方政府進行管治，分別是民政教區級別和單一管理機構級別：沃金厄姆鎮議會和沃金厄姆區議會。鎮議會的辦公地點位於市鎮廣場的沃金厄姆鎮會堂，該建築於1860年建成，座落於早期行會大廳的原址上。區議會的總部則設於舒特街（Shute End）。

### 國會議員
在國會選區的分界上，沃金厄姆屬於更廣泛的沃金厄姆選區。現任國會議員為自由民主黨的克萊夫·瓊斯，在2024年大選當選後就任當區議員。

## 地理
沃金厄姆位於伯克郡中部的洛登谷地，坐落在恩布魯克溪旁。它位於雷丁和布拉克內爾兩座較大城鎮之間，最初是溫莎森林西部邊緣的一片農業地帶。當地土壤為肥沃的壤土，底層為沙和礫石。沃金厄姆以其市中心為核心，住宅區向四面八方延伸。主要地區包括西部的伍斯希爾（Woosehill）、西北部的恩布魯克（Emmbrook）、東部的道爾斯格林（Dowlesgreen）、諾里斯（Norreys）、基帕奇（Keephatch）和比恩橡木（Bean Oak），以及南部的韋斯科特（Wescott）和伊斯希思（Eastheath）。較早的地名還包括伍德克雷（Woodcray）和勒克利綠地（Luckley Green）。
自20世紀中期以來，沃金厄姆經歷了大規模擴張。伍斯希爾和道爾斯格林於1960年代末和1970年代初在農田上建成，比恩橡木也是同期建造的。基帕奇於1990年代初期建成。諾里斯莊園（Norreys Estate）建於1960年代，而該地區最古老的住宅道路諾里斯大道（Norreys Avenue）則於1940年代末作為二戰後的緊急住房建設，呈馬蹄形，位於已拆除的諾里斯莊園（Norreys Manor）遺址上。諾里斯大道上的房屋大多為1940年代的預製房屋，也有一些磚砌房屋和三棟1950年代建造的警察宿舍。
2010年，沃金厄姆區議會設立了沃金厄姆企業有限公司（Wokingham Enterprise Limited），啟動了一項耗資1億英鎊的市中心重建計劃，包括新建零售、休閒和住宅設施，停車場，道路和公共空間。未來十年間，鎮上還計劃進行多項擴建工程，包括市中心的大規模改建、修建北部和南部的繞城公路，以及在附近阿博菲爾德駐軍（Arborfield Garrison）舊軍事基地的重新開發項目。截至2015年，鐵路站及周邊地區的重建已完成，而鎮東北和東南部正在進行大規模的住宅建設。[來源請求]
目前，沃金厄姆的建成區域已經超出了其民政教區邊界。根據2021年的人口普查，國家統計局將沃金厄姆的建成區域定義為涵蓋沃金厄姆教區的大部分地區及毗鄰教區的部分地區，特別是南部的芬徹姆斯特德和西南部的巴克姆。